# La padrona e la serva
La padrona e la serva (La maîtresse et la servante) è un dipinto a olio su cartone del pittore svizzero Félix Vallotton, realizzato nel 1896. Il dipinto oggi è conservato in una collezione privata.

## Descrizione
Il dipinto è ambientato in una spiaggia e raffigura una coppia formata da due donne, prive di qualunque veste, che si apprestano a entrare in acqua. Sullo sfondo si notano delle barche e un cielo nuvoloso.
La padrona, dai capelli rossi e dall'incarnato giallastro, esita ad entrare in acqua ed è aiutata dalla sua serva, che ha i capelli raccolti e la cui pelle è di una tonalità arancione. La serva è raffigurata di schiena e con un'eleganza naturale sembra offrire allo sguardo dello spettatore la sua nudità voluttuosa. La padrona, d'altro canto, assomiglia più alla caricatura di una donna di mezza età che sembra abbozzare un passo di danza, ma che finisce per eseguire una pantomima ridicola.
Tra le due donne vi è un divario sociale, come richiamano lo sguardo verso il basso della padrona e il gesto rispettoso della serva. Nelle coppie classiche composte dalla domestica e dalla padrona nella storia dell'arte vi era comunque una differenza di status tra le due, che si manifestava nei comportamenti e nella postura, come in questo caso, ma è pur vero che in questo quadro entrambe le donne sono messe sullo stesso piano. Una volta private di tutti vestiti e messe a nudo, la serva e la padrona non sono così tanto diverse: anzi, la nudità condivisa le accomuna e simboleggia il fatto che, nonostante le differenze, esse rimangono sempre due donne.